# Lista de prêmios e indicações recebidos por Fergie
Esta é uma lista de prêmios recebidos pela cantora Fergie.

## Prêmios e indicações
| Ano  | Organizador                       | Prêmio                                                 | Resultado |
| ---- | --------------------------------- | ------------------------------------------------------ | --------- |
| 2007 | MTV Australian Video Music Awards | Videoclipe Mais Sexy: "Fergalicious"                   | Venceu    |
| 2007 | MuchMusic Video Awards            | Melhor Videoclipe Internacional: "Fergalicious"        | Venceu    |
| 2007 | MuchMusic Video Awards            | Melhor Artista Internacional Feminino: "Fergalicious"  | Indicação |
| 2007 | Teen Choice Awards                | Artista Feminino                                       | Venceu    |
| 2007 | MTV Video Music Awards            | Melhor Artista Feminino                                | Venceu    |
| 2007 | Los Premios MTV Latinoamérica     | Melhor Novo Artista Internacional                      | Venceu    |
| 2007 | World Music Awards                | Artista R&B Mais Vendido do Mundo                      | Indicação |
| 2007 | World Music Awards                | Artista Novo Mais Vendido do Mundo                     | Indicação |
| 2007 | American Music Awards             | Melhor Artista Feminino Pop/Rock                       | Venceu    |
| 2008 | Grammy Awards                     | Melhor Desempenho de Vocais Pop: "Big Girls Don't Cry" | Indicação |
| 2008 | People's Choice Awards            | Artista Feminino                                       | Indicação |
| 2008 | MuchMusic Video Awards            | Melhor Videoclipe Internacional: "Big Girls Don't Cry" | Indicação |
| 2008 | Nickelodeon Kids' Choice Awards   | Artista Feminino                                       | Indicação |
| 2008 | Juno Awards                       | Melhor Álbum Internacional: The Dutchess               | Venceu    |
| 2008 | ASCAP                             | Canção do Ano: "Big Girls Don't Cry"                   | Venceu    |
| 2008 | MTV Video Music Awards Japan      | Melhor Videoclipe Feminino: "Big Girls Don't Cry"      | Venceu    |
| 2008 | MTV Asia Awards                   | Artista Internacional                                  | Indicação |
| 2009 | People's Choice Awards            | Trilha Sonora Favorita: "Labels Or Love"               | Indicação |
| 2009 | MTV Video Music Awards Japan      | Melhor Video em Colaboração: "Party People"            | Venceu    |
| 2009 | Teen Choice Awards                | Celebridade Dançante                                   | Indicação |

## Berlin Music Video Awards
| Ano  | Recipient       | Prêmio         | Resultado |
| ---- | --------------- | -------------- | --------- |
| 2018 | "Love Is Blind" | Best Animation | Indicado  |